# Вацлав Єнджеєвич
Ва́цлав Єнджеє́вич (пол. Wacław Jędrzejewicz; 29 січня 1893, с. Спичинці, нині Вінницька область — 1 грудня 1993, Чешир) — польський політичний діяч, дипломат, історик, бригадний генерал Війська Польського, брат Януша Єнджеєвича, майора Війська Польського, прем'єра II Польської республіки.

## Молодість і навчання

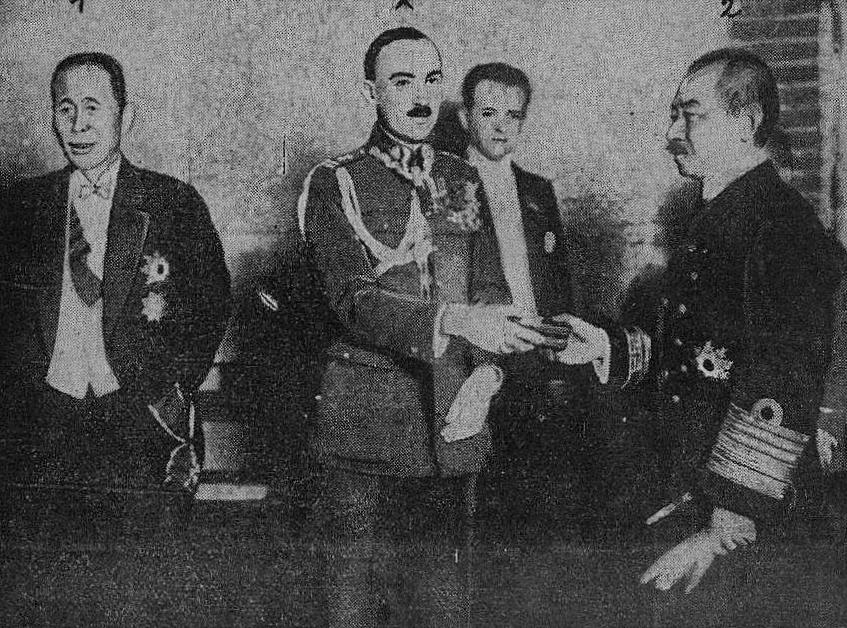
Підполковник Вацлав Єнджеєвич 1928 року. Зліва — прем'єр Японії Танака Ґіїті, справа — адмірал Окада Кейсуке

Вацлав Єнджеєвич народився 29 січня 1893 року в Спичинцях, селі, що нині входить у склад Погребищенського району Вінницької області, а тоді було частиною Летичівського повіту Подільської губернії. Син Чеслава Єнджеєвича, інженера-хіміка, випускника Головної школи у Варшаві, працівника цукроварні (помер 1937 року) і Елеонори, уродженої Бухнер. Вацлав був майменшою дитиною Єнджеєвичів. Мав брата Януша (народився 21 червня 1885 року), майбутнього голову Ради міністрів, а також сестру Марію (народилася 1887 року), яка працювала у Відділі II і міністерстві закордонних справ. Під час окупації в 1944 році сестра Вацлава померла в Кракові через тиф. Батько Вацлава працював у цукроварнях у Спичинцях, Скоморошках (див. Скоморошківський цукровий завод) і Цибулеві. 1903 року родина Єнджеєвичів переїхала до Варшави, де батько Вацлава розпочав працю в хімічній лабораторії.
Перед початком навчання в гімназії Вацлав до десятого року життя навчався вдома з приватними вчителями. Навесні 1903 року здав вступний іспит до 2-ї гімназії в Житомирі, однак його не було прийнято через низькі оцінки (конкурсний іспит). Того самого року по переїзді разом з родиною до Варшави Вацлав розпочав навчання у варшавській гімназії, заснованій генералом Павлом Хшановським, у якій мовою навчання крім російської була й польська (пізніше — Гімназія ім. Яна Замойського). Там його однокласником був між іншими священник Ігнацій Скорупка. У гімназії 1909 року співзаснував літальний гурток і став членом Союзу польської молоді «Пришлість» (тобто «майбутнє»). 1912 року здав іспит дозрілості. Того самого року почав польоти на планері, що було виразом його захвату літництвом. Він був першим польським літуном, який пролетів коло 300 м на висоті коло 20 м поблизу Клярисева планером, збудованим разом з колегами з гімназії Хшановського. Від 1913 року навчався в рільничній студії при філософському відділі Ягеллонського університету в Кракові. Рішення про продовження навчання саме в Ягеллонскому університеті було пов'язане з планами батька Вацлава щодо купівлі маєтку, а також через те, що його брат Януш навчався в тому самому відділі.
Під час навчання вступив у Союз польської молоді «Зет» і був членом цієї молодіжної організації до весни 1914 року. Під кінець 1913 року вступив у Стрілецький союз, де в червні 1914 року закінчив підофіцерську школу. Його екзамінаторами були Тадеуш Фурґальський, Богуслав Кунц («Кордіян») і Юзеф Зайонц («Марс»).

## Час Першої світової війни
Перша світова війна застала Єнджеєвича у Варшаві в батьків, де він по зарахуванні першого року навчання проводив вакації. Колега Вацлава зі «Стрільця» Адам Коц («Вітольд») ініціював ідею утворення Польської військової організації (ПВО), де Єнджеєвич спочатку виконував функції керівника підофіцерських шкіл ПВО у Варшаві. У вересні 1914 року вкупі з Конрадом Лібіцьким («Буйно») заклав Вільну військову школу, що зосереджувалася на підготовці молоді з різних соціальних кіл. Єнджеєвич виконував там роль заступника, а Лібіцький був комендантом. Цю школу закінчив і брат Вацлава, Януш Єнджеєвич, який вступив теж у кола ПВО в грудні 1914 року.
За згодою Юзефа Пілсудського на чолі так званого Варшавського батальйону ПВО в серпні 1915 року долучився до Першої бригади Польських легіонів, що воювала тоді на Волині. Знову скерований до праці в ПВО. Був членом Чільного командування і комендантом округів ПВО в Ченстоховій і Заглембі, брав участь і в політичній діяльності. У липні 1917 року його заарештували німці й засудили до 10 років ув'язнення. Звільнений у час відновлення польської незалежності в листопаді 1918 року, вступив в організоване тоді Військо Польське.

## Друга Польська республіка
Як належний до найближчого кола довірених Юзефа Пілсудського був скерований до праці в Другому відділі Генерального штабу Війська Польського. 2 січня 1920 року його направлено у Вищу школу Генерального штабу у Варшаві як слухача другого курсу. 16 квітня 1920 року у зв'язку з підготуванням української операції його відкомандувано до Другого відділу Чільного командування Війська Польського. Купно з Валерієм Славеком підписав таємну конвенцію до союзного договору, складеного з Українською Народною Республікою. У липні 1920 року, під час виповнення політної розвідкової місії на трасі Ліда — Вільно, потрапив у більшовицьку неволю. По вдалій утечі через Литву повернувся в Польщу. Як експерт брав участь у підготовці Ризького договору, рівночасно беручи участь і в утворенні в балтійських державах польських розвідувальних осередків, що мали завдання збору інформації про Росію. 3 січня 1921 року повернувся до школи й продовжив навчання. 6 вересня того ж самого року, по закінченні курсу й отриманні «повних кваліфікацій до виконання служби на посадах Головного штабу», його призначено до Другого відділу Генерального штабу, де він керував працею Реферату Схід (розвідка в СРСР). 1 квітня 1926 року його у званні майора Генштабу призначено військовим аташе при польському посольстві в Токіо. 26 січня 1928 року його зведено у звання підполковника. Того самого року його звільнено з посади військового аташе й віддано до диспозиції голови Генерального штабу. 15 жовтня 1928 року його переведено в нечинний стан на строк 12 місяців, а 1 лютого 1930 року звільнено в резерв.
Обійняв посаду директора адміністраційного департаменту Міністерства закордонних справ. Від 1930 року був директором консульського департаменту МЗС. У вересні 1933 року одержав номінацію на посаду підсекретаря стану в Міністерстві державної скарбниці. Від лютого 1934 року займав посаду міністра релігійних сповідань і публічної освіти (в урядах Януша Єнджеєвича, Леона Козловського, Валерія Славека. У жовтні 1935 року залишив посаду. Виконував функції генерального секретаря Комітету Хреста й Медалі Незалежності. 1937 року — голова Польського комітету Всесвітньої виставки в Парижі.
У вересні 1939 року повернувся до дійсної військової служби зв'язковим офіцером при МЗС. Брав участь в евакуації сховища Фонду національної оборони (ФНО) з Польщі через Румунію у Францію, де скарбницю передано Урядові Польщі у вигнанні.
Оточення генерала Владислава Сікорського унеможливило для нього подальшу державну службу, як і військову в лавах Польських збройних сил на Заході.

## Еміграція в Сполучені Штати Америки
Після того навесні 1941 року виїхав у Сполучені Штати Америки. Працював фізично на курячій фермі, а пізніше — шліфувальником на збройній фабриці. Брався до суспільної праці в осередку американської Полонії. Укупі з Ігнацієм Матушевським і Генриком Флояр-Райхманом організував Національний комітет американців польського походження (НКАПП). Був одним із засновників посталого в липні 1943 року Інституту Юзефа Пілсудського в Америці, а в 1943—1948 роках був його першим директором і головою. Восени 1948 року одержав звання професора російської мови і літератури в Коледжі Веллслі. У 1958—1963 роках був керівником славістичних досліджень у Коледжі Рипон у штаті Вісконсин. 1963 року вийшов на пенсію і повернувся до Нью-Йорка, де присвятив себе діяльності в інституті Юзефа Пілсудського як директор (1963—1964 рр.), секретар управління (1971 р.), віцеголова (1972—1976 рр.) і голова (1977—1978 рр.). Був членом Польського наукового товариства за кордоном (від 1961 р.)
1992 року президент Польщі Лех Валенса надав йому звання бригадного генерала. 1993 року його було визнано почесним громадянином столичного королівського міста Кракова.
Його останки поховано на Повонзківському цвинтарі у Варшаві.

## Публікації
Автор близько 300 історичних статей, що публікувалися, серед інших, у паризьких «Історичних зошитах», а також обширних праць: Poland in the British Parliament 1939—1945 і Kronika życia Józefa Piłsudskiego 1867—1935.
1978 року одержав письменницьку нагороду Товариства польських комбатантів.

## Ордени й відзнаки
Польські
- Срібний хрест Військового ордена Virtuti Militari № 4944 (11 листопада 1921 року)[12][13]
- Великий Хрест Ордена Відродження Польщі (посмертно 3 грудня 1993 року)[14]
- Велика стрічка Ордена Відродження Польщі (19 березня 1983 року)[15]
- Хрест Незалежності з мечами (1930 р.)
- Хрест Незалежності[12]
- Офіцерський хрест Ордена Відродження Польщі[12]
- Хрест Хоробрих — чотириразово[12]
- Пам'ятна медаль учаснику війни 1918—1921 років[12]
- Медаль «Десятиліття здобутої незалежності»[12]

Закордонні
- Орден Почесного легіону V класу (Франція)[12][16]
- Орден Хреста Свободи I категорії III класу (Естонія, 1925 рік)[12][16][17]
- Велика стрічка Ордена Корони Румунії (20 липня 1933 року)[12][16][18]
- Орден Зірки Румунії IV класу (Румунія)[12][16]
- Орден Трьох зірок II класу (Латвія)[12][16]
- Орден Уранішнього Сонця IV класу (Японія)[12][16]
- Орден Священного скарбу III класу (Японія)[12][16]
- Орден Білої троянди II й IV класу) (Фінляндія)[12][16]
- Орден Меча IV класу (Швеція)[12][16]
- Орден Полярної зірки I класу (Швеція)[16]
- Орден Святого Сави I класу (Югославія, 1931 рік)[16][19]
- Орден Леопольда I IV й V класу (Бельгія)[12][16]
- Орден Корони Італії I класу (Італія)[16]
- Орден «Святий Олександр» I класу (Болгарія)[16]
- Орден Заслуги I класу (Угорщина)[16]